# Егелсбах
Егелсбах (њем. Egelsbach) општина је у њемачкој савезној држави Хесен. Једно је од 13 општинских средишта округа Офенбах. Према процјени из 2010. у општини је живјело 10.308 становника. Посједује регионалну шифру (AGS) 6438003.

## Географски и демографски подаци
Егелсбах се налази у савезној држави Хесен у округу Офенбах. Општина се налази на надморској висини од 117 метара. Површина општине износи 14,8 km². У самом мјесту је, према процјени из 2010. године, живјело 10.308 становника. Просјечна густина становништва износи 696 становника/km².

## Међународна сарадња
| Мјесто | Држава    | Врста сарадње | Од    |
| ------ | --------- | ------------- | ----- |
| Хојнов | Пољска    | партнерство   | 2005. |
|        | Француска | партнерство   | 1991. |
| Извор  |           |               |       |